# Громов, Евгений Иванович
Евге́ний Ива́нович Гро́мов (10 февраля 1909, Черниговская губерния — 21 ноября 1981, Москва) — советский партийный деятель и дипломат. Чрезвычайный и полномочный посол (1957).

## Биография
Член ВКП(б) с 1932 года.
- В 1941—1946 годах — секретарь, второй секретарь, первый секретарь районных комитетов ВКП(б) г. Москва.
- В 1946—1948 годах — заместитель заведующего Организационно-инструкторским отделом, заместитель заведующего Отделом кадров Московского горкома ВКП(б).
- В 1948—1952 годах — заместитель заведующего Отделом партийных, профсоюзных и комсомольских органов ЦК ВКП(б).
- В 1953—1954 годах — заведующий Отделом партийных, профсоюзных и комсомольских органов — партийных органов ЦК КПСС.
- В 1954—1957 годах — заведующий Отделом партийных органов ЦК КПСС по союзным республикам.
- С 7 марта 1957 по 31 мая 1959 года — чрезвычайный и полномочный посол СССР в Венгрии[1].
- В 1959—1960 годах — на ответственной работе в центральном аппарате МИД СССР.
- В 1960—1969 годах — заведующий IV Европейским отделом МИД СССР.

Член Центральной ревизионной комиссии КПСС (1952—1956), кандидат в члены ЦК КПСС (1956—1961).
В 1970 году награждён орденом Белого Льва Чехословакии III степени.
Похоронен в Москве на Кунцевском кладбище.